# سابينيان
البابا سابينيان أو سابينيانوس (باللاتينية: Sabinianus) ـ (توفي في 22 فبراير 606 م) هو أحد بابوات الكنيسة الكاثوليكية أثناء حقبة البابوية البيزنطية، وذلك في الفترة من 13 سبتمبر 604 إلى وفاته سنة 606 م. تبوأ سابينيان كرسي البابوية خلفًا للبابا غريغوري الأول، وهو رابع ممثل بابوي في القسطنطينية يرتقي إلى منصب الحبر الأعظم. ينسب إليه كونه أول من أدخل الاحتفال بالأفخارستيا.
| سبقه غريغوري الأول | باباوات الكنيسة الكاثوليكية 604 - 606 | تبعه بونيفاس الثالث |